# Huszonnégy történeti mű
A Huszonnégy történeti mű  (kínai: 二十四史; pinjin: Èrshísì Shǐ, magyaros átírással: Ersisze Si) egy kínai gyűjtemény a Kr. e. 3000-től a 17. századi Ming-dinasztia uralkodásáig terjedő időszak kínai történelméről szóló könyvekből. Mintegy 3213 kötetből áll.
A könyvek hivatalos kánont alkottak, amelyet karbantartottak, és a ténybeli hibákat felrótták az illetékes hivatalnokoknak, így a feljegyzéseket általában hitelesnek fogadják el a tudósok.

## A Huszonnégy történeti mű könyvei
| Sorszám | Kínai cím    | Pinjin (Pinyin) | Magyar cím                                | Fejezetek száma | Szerző(k)                                                                  | Elkészülte | Tárgyalt időszak                                               |
| ------- | ------------ | --------------- | ----------------------------------------- | --------------- | -------------------------------------------------------------------------- | ---------- | -------------------------------------------------------------- |
| 1.      | 《史記》     | Shiji           | A történetíró feljegyzései                | 130             | Sze-ma Tan (Sima Tan) 司馬談 és Sze-ma Csien (Sima Qian) 司馬遷            | i. e. 91   | A Sárga Császártól i. e. 95-ig                                 |
| 2.      | 《漢書》     | Han shu         | A Han-dinasztia története                 | 100             | Pan Piao (Ban Biao) 班彪, Pan Ku (Ban Gu) 班固 és Pan Csao (Ban Zhao) 班昭 | 92-111.    | i. e. 206-i. sz. 24.                                           |
| 3.      | 《後漢書》   | Hou Han shu     | A Kései Han-dinasztia története           | 120             | Fan Je (Fan Ye) 范曄                                                       | 445.       | 25-220.                                                        |
| 4.      | 《三國志》   | Sanguo zhi      | A három királyság története               | 65              | Csen Sou (Chen Shou) 陳壽                                                  | 297.       | Vej (Wei) 魏 221-265; Su (Shu) 蜀 221-264; Vu (Wu) 吳 222-280. |
| 5.      | 《晉書》     | Jin shu         | A Cin (Jin)-dinasztia története           | 130             | Fang Hszüan-ling (Fang Xuanling) 房玄齡                                    | 648.       | 265-419.                                                       |
| 6.      | 《宋書》     | Song shu        | A Szung (Song)-dinasztia története        | 100             | Sen Jüe (Shen Yue) 沈約                                                    | 492/493.   | 420-479.                                                       |
| 7.      | 《南齊書》   | Nan Qi shu      | A Déli Csi (Qi)-dinasztia története       | 59              | Hsziao Ce-hiszen (Xiao Zixian) 蕭子顯                                      | 537.       | 479-502.                                                       |
| 8.      | 《梁書》     | Liang shu       | A Liang-dinasztia története               | 56              | Jao Csa (Yao Cha) 姚察 és Jao Sze-lien (Yao Silian) 姚思廉                 | 636.       | 502-556.                                                       |
| 9.      | 《陳書》     | Chen shu        | A Csen (Chen)-dinasztia története         | 36              | Yao Csa (Yao Cha) 姚察 és Jao Sze-lien (Yao Silian) 姚思廉                 | 636.       | 557-589,                                                       |
| 10.     | 《魏書》     | Wei shu         | A Vej (Wei)-dinasztia története           | 114             | Vej Sou (Wei Shou) 魏收                                                    | 554.       | 386-550.                                                       |
| 11.     | 《北齊書》   | Bei Qi shu      | Az Északi Csi (Qi)-dinasztia története    | 50              | Li Tö-lin (Li Delin) 李徳林 és Li Pao-jao (Li Baiyao) 李百藥               | 636.       | 550-577.                                                       |
| 12.     | 《北周書》   | Zhou shu        | Az Északi Csou (Zhou)-dinasztia története | 50              | Ling-hu Tö-fen (Linghu Defen) 令狐德棻                                     | 636.       | 557-581.                                                       |
| 13.     | 《隋書》     | Sui shu         | A Szuj (Sui)-dinasztia története          | 85              | Vej Cseng (Wei Zheng) 魏徵                                                 | 636.       | 581-617.                                                       |
| 14.     | 《南史》     | Nan shi         | A Déli dinasztiák története               | 80              | Li Jen-sou (Li Yanshou) 李延壽                                             | 659.       | 420-589.                                                       |
| 15.     | 《北史》     | Bei shi         | Az Északi dinasztiák története            | 100             | Li Jen-sou (Li Yanshou) 李延壽                                             | 659.       | 368-618.                                                       |
| 16.     | 《舊唐書》   | Jiu Tang shu    | A Tang-dinasztia régi története           | 200             | Liu Hsziu (Liu Xu) 劉煦                                                    | 945.       | 618-906.                                                       |
| 17.     | 《新唐書》   | Xin Tang shu    | A Tang-dinasztia új története             | 225             | Ou-jang Hsziu (Ouyang Xiu) 歐陽修 és Szung Csi (Song Qi) 宋祁              | 1060.      | 618-906.                                                       |
| 18.     | 《舊五代史》 | Jiu Wudai shi   | Az öt dinasztia régi története            | 150             | Hszüe Csü-cseng (Xue Juzheng) 薛居正                                       | 974.       | 907-960.                                                       |
| 19.     | 《新五代史》 | Xin Wudai shi   | Az öt dinasztia új története              | 74              | Ou-jang Hsziu (Ouyang Xiu) 歐陽修                                          | 1072.      | 907-960.                                                       |
| 20.     | 《宋史》     | Song shi        | A Szung (Song)-dinasztia története        | 496             | To-to (Tuotuo) (Toghto) 脫脫                                               | 1345.      | 960-1279.                                                      |
| 21.     | 《遼史》     | Liao shi        | A Liao-dinasztia története                | 116             | To-to (Tuotuo) (Toghto) 脫脫                                               | 1344.      | 916-1125.                                                      |
| 22.     | 《金史》     | Jin shi         | A Kin-dinasztia története                 | 135             | To-to (Tuotuo) (Toghto) 脫脫,                                              | 1344.      | 1115-1234.                                                     |
| 23.     | 《元史》     | Yuan shi        | A Jüan (Yuan)-dinasztia története         | 210             | Szung Lien (Song Lian) 宋濂                                                | 1370.      | 1206-1369.                                                     |
| 24.     | 《明史》     | Ming shi        | A Ming-dinasztia története                | 332             | Csang Ting-jü (Zhang Tingyu) 張廷玉                                        | 1739.      | 1368-1644.                                                     |

## Fordítás
- Ez a szócikk részben vagy egészben  a   Twenty-Four Histories című angol Wikipédia-szócikk fordításán alapul.  Az eredeti cikk szerkesztőit annak laptörténete sorolja fel. Ez a jelzés csupán a megfogalmazás eredetét és a szerzői jogokat jelzi, nem szolgál a cikkben szereplő információk forrásmegjelöléseként.